# Gerhard Treitinger
Gerhard Treitinger (* 16. September 1960 in Regensburg) ist ein deutscher Badmintonspieler. 

## Karriere
Gerhard Treitinger gewann nach zahlreichen bayrischen und deutschen Nachwuchstiteln 1979 Silber bei der Junioreneuropameisterschaft im Herrendoppel mit Harald Klauer. 1981 gewannen beide Bronze bei den deutschen Einzelmeisterschaften der Erwachsenen. Zwei Jahre später schafften sie es bis ganz nach oben auf das Siegerpodest. Mit dem 1. DBC Bonn wurden beide im gleichen Jahr auch Mannschaftsmeister. 1990 gewann Treitinger einen weiteren Mannschaftsmeistertitel mit dem SV Fortuna Regensburg.

## Sportliche Erfolge
| Saison    | Veranstaltung                         | Disziplin    | Platz | Name |
| --------- | ------------------------------------- | ------------ | ----- | --- |
| 1974/1975 | Deutsche Einzelmeisterschaft U14      | Herreneinzel | 2     | Gerhard Treitinger (SV Fortuna Regensburg) |
| 1974/1975 | Süddeutsche Einzelmeisterschaft U14   | Herreneinzel | 1     | Gerhard Treitinger (SV Fortuna Regensburg) |
| 1974/1975 | Süddeutsche Einzelmeisterschaft U14   | Herrendoppel | 1     | Gerhard Treitinger / Rainer Höhl (SV Fortuna Regensburg / PSV Würzburg)                                                                                    |
| 1975/1976 | Bayerische Einzelmeisterschaft U16    | Mixed        | 1     | Gerhard Treitinger / Petra Seubert (SV Fortuna Regensburg / TG Zell)                                                                                       |
| 1975/1976 | Süddeutsche Einzelmeisterschaft U16   | Mixed        | 1     | Gerhard Treitinger / Petra Seubert (SV Fortuna Regensburg / TG Zell)                                                                                       |
| 1975/1976 | Bayerische Einzelmeisterschaft U16    | Herreneinzel | 1     | Gerhard Treitinger (SV Fortuna Regensburg) |
| 1975/1976 | Süddeutsche Einzelmeisterschaft U16   | Herreneinzel | 1     | Gerhard Treitinger (SV Fortuna Regensburg) |
| 1975/1976 | Süddeutsche Einzelmeisterschaft U16   | Herrendoppel | 1     | Gerhard Treitinger / Rainer Höhl (SV Fortuna Regensburg / PSV Würzburg)                                                                                    |
| 1975/1976 | Bayerische Einzelmeisterschaft U16    | Herrendoppel | 1     | Gerhard Treitinger / Rainer Höhl (SV Fortuna Regensburg / PSV Würzburg)                                                                                    |
| 1976/1977 | Deutsche Einzelmeisterschaft U18      | Herrendoppel | 1     | Harald Klauer / Gerhard Treitinger (Polizei TuS Linnich / SV Fortuna Regensburg)                                                                           |
| 1976/1977 | Bayerische Einzelmeisterschaft U18    | Mixed        | 1     | Gerhard Treitinger / Dagmar Landstorfer (SV Fortuna Regensburg)                                                                                            |
| 1976/1977 | Bayerische Einzelmeisterschaft U18    | Herreneinzel | 1     | Gerhard Treitinger (SV Fortuna Regensburg) |
| 1976/1977 | Bayerische Einzelmeisterschaft U18    | Herrendoppel | 1     | Gerhard Treitinger / Armin Hartmann (SV Fortuna Regensburg)                                                                                                |
| 1976/1977 | Deutsche Einzelmeisterschaft U18      | Herreneinzel | 2     | Gerhard Treitinger (Fortuna Regensburg) |
| 1976/1977 | Deutsche Einzelmeisterschaft U18      | Mixed        | 2     | Gerhard Treitinger / Angelika Zeizinger (SV Fortuna Regensburg / TSG Schwäbisch Gmünd)                                                                     |
| 1977/1978 | Deutsche Einzelmeisterschaft U18      | Herrendoppel | 2     | Harald Klauer / Gerhard Treitinger (VfL Wolfsburg / SV Fortuna Regensburg)                                                                                 |
| 1977/1978 | Deutsche Mannschaftsmeisterschaft U18 | Mannschaft   | 2     | SV Fortuna Regensburg (Gerhard Treitinger, Klaus Treitinger, Gerhard Höcherl, Bernhard Steppan, Uschi Haase, Ulrike Schütz, Evi Linsmeier)                 |
| 1978/1979 | Deutsche Einzelmeisterschaft U18      | Herreneinzel | 1     | Gerhard Treitinger (SV Fortuna Regensburg) |
| 1978/1979 | Deutsche Einzelmeisterschaft U18      | Herrendoppel | 1     | Harald Klauer / Gerhard Treitinger (VfL Wolfsburg / SV Fortuna Regensburg)                                                                                 |
| 1978/1979 | Bayerische Einzelmeisterschaft U18    | Herreneinzel | 1     | Gerhard Treitinger (SV Fortuna Regensburg) |
| 1978/1979 | Bayerische Einzelmeisterschaft U18    | Mixed        | 1     | Gerhard Treitinger / Kronauer (SV Fortuna Regensburg / SVS Nürnberg)                                                                                       |
| 1978/1979 | Bayerische Einzelmeisterschaft        | Herrendoppel | 1     | Fritz Hotze / Gerhard Treitinger (MTV München 1879 / SV Fortuna Regensburg)                                                                                |
| 1978/1979 | Bayerische Einzelmeisterschaft U18    | Herrendoppel | 1     | Gerhard Treitinger / Alexander Schilling (SV Fortuna Regensburg / MTV Schrobenhausen)                                                                      |
| 1979      | Junioren-Europameisterschaft          | Herrendoppel | 2     | Harald Klauer / Gerhard Treitinger |
| 1979/1980 | Deutsche Einzelmeisterschaft U22      | Herrendoppel | 1     | Harald Klauer / Gerhard Treitinger (TSV Wolfsburg / SV Fortuna Regensburg)                                                                                 |
| 1979/1980 | Bayerische Einzelmeisterschaft        | Herrendoppel | 1     | Boeckh / Gerhard Treitinger (BV Bayreuth / SV Fortuna Regensburg)                                                                                          |
| 1980/1981 | Deutsche Einzelmeisterschaft          | Herrendoppel | 3     | Harald Klauer / Gerhard Treitinger (1. DBC Bonn) |
| 1980/1981 | Deutsche Einzelmeisterschaft          | Herreneinzel | 3     | Gerhard Treitinger (1. DBC Bonn) |
| 1982/1983 | Deutsche Einzelmeisterschaft          | Herrendoppel | 1     | Harald Klauer / Gerhard Treitinger (1. DBC Bonn) |
| 1982/1983 | Deutsche Mannschaftsmeisterschaft     | Mannschaft   | 1     | 1. DBC Bonn (Karl-Heinz Zwiebler, Roland Maywald, Gerhard Treitinger, Harald Klauer, Gaby Splett, Eva-Maria Zwiebler)                                      |
| 1983/1984 | Bayerische Einzelmeisterschaft        | Herrendoppel | 1     | Gerhard Treitinger / Klaus Treitinger (SV Fortuna Regensburg)                                                                                              |
| 1984/1985 | Deutsche Einzelmeisterschaft U22      | Herrendoppel | 2     | Martin Bareiß (TSB Schwäbisch Gmünd) / Gerhard Treitinger (Fortuna Regensburg)                                                                             |
| 1984/1985 | Bayerische Einzelmeisterschaft        | Herrendoppel | 1     | Gerhard Treitinger / Klaus Treitinger (SV Fortuna Regensburg)                                                                                              |
| 1984/1985 | Deutsche Einzelmeisterschaft U22      | Herreneinzel | 2     | Gerhard Treitinger (Fortuna Regensburg) |
| 1985/1986 | Bayerische Einzelmeisterschaft        | Herrendoppel | 1     | Gerhard Treitinger / Klaus Treitinger (SV Fortuna Regensburg)                                                                                              |
| 1985/1986 | Bayerische Einzelmeisterschaft        | Herreneinzel | 1     | Gerhard Treitinger (SV Fortuna Regensburg) |
| 1986/1987 | Bayerische Einzelmeisterschaft        | Herreneinzel | 1     | Gerhard Treitinger (SV Fortuna Regensburg) |
| 1986/1987 | Deutsche Einzelmeisterschaft          | Herreneinzel | 3     | Gerhard Treitinger (Fortuna Regensburg) |
| 1986/1987 | Deutsche Einzelmeisterschaft          | Herrendoppel | 3     | Uwe Scherpen / Gerhard Treitinger (Kölner FC Blau Gold / Fortuna Regensburg)                                                                               |
| 1986/1987 | Bayerische Einzelmeisterschaft        | Herrendoppel | 1     | Gerhard Treitinger / Klaus Treitinger (SV Fortuna Regensburg)                                                                                              |
| 1987/1988 | Bayerische Einzelmeisterschaft        | Herreneinzel | 1     | Gerhard Treitinger (SV Fortuna Regensburg) |
| 1987/1988 | Deutsche Einzelmeisterschaft          | Herrendoppel | 2     | Guido Schänzler / Gerhard Treitinger (TTC Brauweiler / Fortuna Regensburg)                                                                                 |
| 1988/1989 | Deutsche Einzelmeisterschaft          | Herrendoppel | 3     | Guido Schänzler / Gerhard Treitinger (TTC Brauweiler / Fortuna Regensburg)                                                                                 |
| 1989/1990 | Deutsche Mannschaftsmeisterschaft     | Mannschaft   | 1     | SV Fortuna Regensburg (Markus Keck, Gerhard Treitinger, Klaus Treitinger, Michael Keck, Michael Deuerling, Anne-Katrin Seid, Elke Drews, Birgit Schilling) |